# Reiterstandbild Friedrich Wilhelms IV. (Köln)

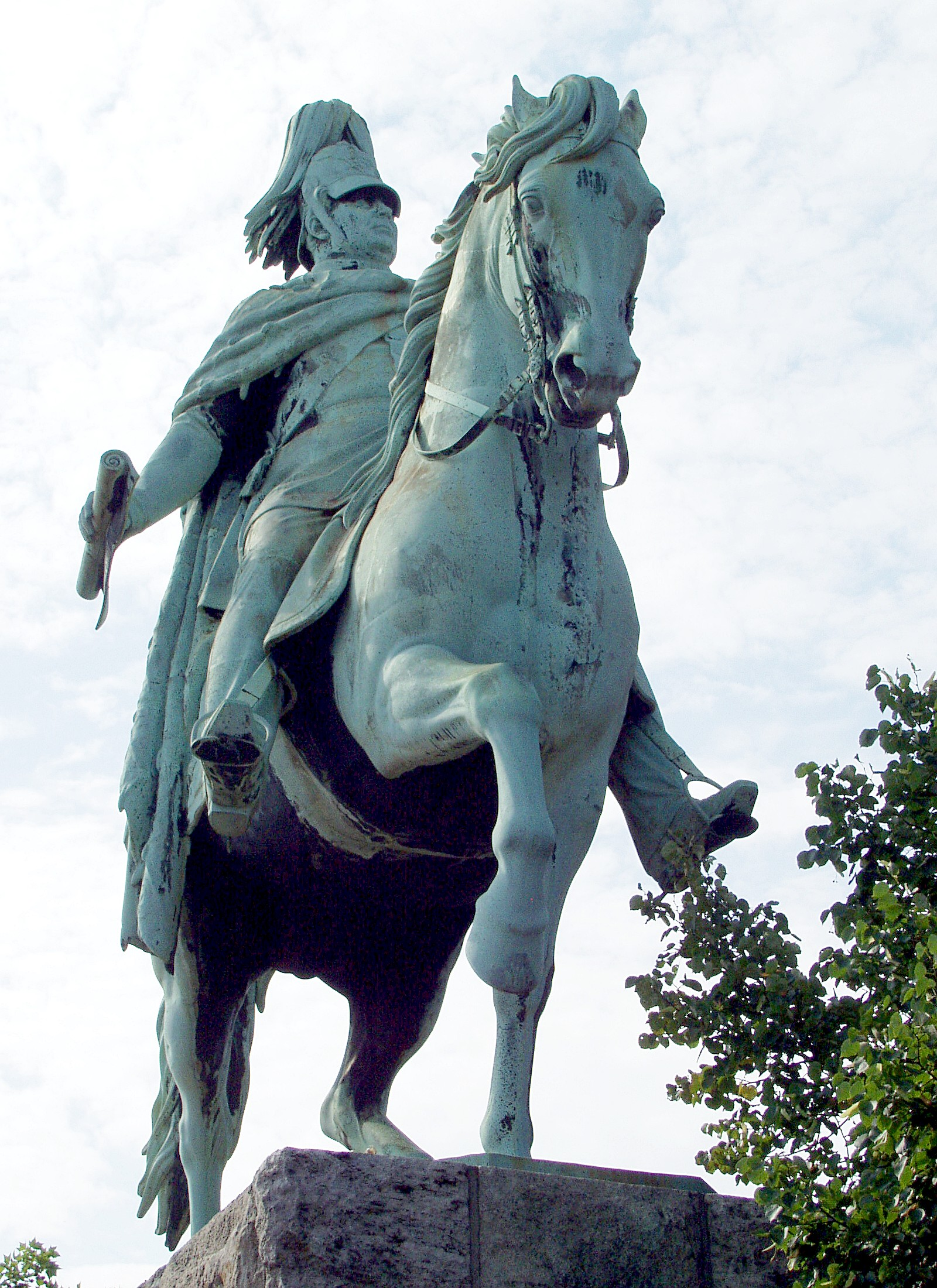
Reiterstandbild Friedrich Wilhelms IV.

Das Reiterstandbild von Friedrich Wilhelm IV. von Preußen des Bildhauers Gustav Blaeser, gefertigt aus Bronze, befindet sich am rechtsrheinischen Portal der Hohenzollernbrücke. Das Reiterstandbild seines Bruders und Nachfolgers Wilhelm I. von Friedrich Drake steht nur wenige Meter entfernt auf der anderen Seite der Bahnstrecke. Friedrich Wilhelm IV. hatte sich sehr für die Fertigstellung des Dombaus eingesetzt. Beide Denkmäler befanden sich ursprünglich an der ehemaligen Dombrücke. Das Denkmal wurde 1867 eingeweiht.